# Rakiya Maraoui-Quétier
Pour les articles homonymes, voir Quettier.
Rakiya Maraoui-Quétier (née le 12 septembre 1967 à Beni-Batao au Maroc) est une athlète française, spécialiste des courses de fond et du cross-country. Marocaine d'origine, elle obtient la nationalité française par mariage le 12 juillet 1998.
Elle se distingue lors des championnats d'Europe de cross-country en remportant, au titre du classement par équipes, le titre européen en 1999 à Velenje en Slovénie, en compagnie de Fatima Yvelain et Fatima Hajjami.
En 2001, elle s'adjuge la médaille de bronze par équipes du cross court lors des championnats du monde de cross-country 2000 de Vilamoura au Portugal, aux côtés de Fatima Maama-Yvelain, Yamna Oubouhou-Belkacem et Blandine Bitzner-Ducret. L'année suivante, aux championnats du monde de cross d'Ostende, elle s'adjuge une nouvelle médaille de bronze par équipes, dans l'épreuve du cross court, en compagnie de Yamna Oubouhou-Belkacem, Rodica Nagel et Zahia Dahmani.
Sur le plan national, elle remporte le titre de champion de France du 10 000 m en 2000, du cross-country en 2000 et 2001 (cross long) et du marathon en 1999.

## Palmarès
- Championne du Maroc de cross en 1986 (alors qu'elle est encore junior)